# Ола, Жан-Мишель
Жан-Мишель Ола (фр. Jean-Michel Aulas; 22 марта 1949, Л'Арбрель) — французский бизнесмен, основатель и главный исполнительный директор Cegid Group (Compagnie européenne de gestion par l'informatique décentralisée - Европейская Компания Децентрализованной Информатики), с 1987 по 2023 был владельцем и председателем французского футбольного клуба «Олимпик Лион».
Ола в настоящее время является членом совета ассоциации европейских клубов — спортивной организации, представляющей интересы футбольных клубов на европейском уровне. Он был также последним президентом ныне не существующей организации G-14.
В 2021 году журнал France Football назвал его лучшим президентом в истории французского футбола.
Его личное состояние оценивается на 2021 год в 420 млн евро.

## Олимпик Лион
15 июня 1987 года Ола взял под свой контроль «Олимпик Лион». Его амбициозный план под названием ОЛ — Европа был разработан для развития клуба на европейском уровне, а также чтобы вывести клуб обратно в первый дивизион в сроки не более четырех лет. После избавления клуба от долгов новый владелец полностью изменил структуру клуба, он начал управлять им, как компанией с большим потенциалом. «Лион» превращается из средней команды первого дивизиона в один из самых богатых футбольных клубов мира. Под руководством Ола «Лион» выиграл свой первый чемпионат в Лиге 1 в 2002 году, после этого клуб еще шесть раз подряд становился чемпионом страны, что является рекордом для Франции. «Лион» также выиграл по одному разу Кубок Франции и Кубок Лиги, а также рекордные шесть суперкубков. При президентстве Ола клуб появлялся в Лиге чемпионов УЕФА одиннадцать раз, а в сезоне 2009/10 «Лион» вышел в полуфинал.
После становления «Лиона» одним из лидеров французского футбола, Ола принял стратегию, которая позволила клубу приобрести топ-игроков других клубов в Лиге 1. После этого Ола начал продавать лидеров своего клуба. Выручка от продажи футболистов за последние пять лет перевалила за 250 миллионов евро. Клуб в настоящее время работает на европейской фондовой бирже Euronext под именем «OL Groupe».
В апреле 2008 года журнал Forbes поставил «Лион» на 13-е место в списке самых ценных футбольных клубов в мире. Журнал оценил стоимость клуба в $ 408 млн.(€ 275.6 млн.), за исключением задолженности. Согласно Deloitte, доход «Лиона» в 2009 году составил 155 700 000 €, а в самом списке Лион занял 12-е место.
Он официально покидает свой пост президента Олимпик Лион 8 мая 2023 г после 36 лет у руля клуба. Под его руководством, клуб выиграл более 50 титулов.

## Награды

### Председатель
«Лион» (Мужская команда)
- Чемпион Франции (7): 2001/02, 2002/03, 2003/04, 2004/05, 2005/06, 2006/07, 2007/08
- Чемпион Франции Лига 2 (1): 1988/1989
- Обладатель Кубка Франции (2): 2007/08, 2011/12
- Обладатель Кубка лиги (1): 2000/2001
- Обладатель Суперкубка Франции (7): 2002, 2003,2004, 2005, 2006, 2007, 2012
- Победитель Кубка Интертото (1): 1997

«Лион» (Женская команда)
- Победитель Лиги чемпионов УЕФА среди женщин (8): 2010/2011, 2011/2012, 2015/2016, 2016/2017, 2017/2018, 2018/2018, 2019/2020, 2021/2022
- Чемпион Франции (15): 2006/07, 2007/08, 2008/09, 2009/10, 2010/11, 2011/12, 2012/13, 2013/14, 2014/15, 2015/16, 2016/17, 2017/18, 2018/19, 2019/20, 2021/22
- Обладатель Кубка Франции (9): 2008/2009, 2011/2012, 2012/2013, 2013/2014, 2014/2015, 2015/2016, 2016/2017, 2018/2019, 2019/2020
- Обладатель Суперкубка Франции (2): 2019, 2022